# 峨眉岩白菜
峨眉岩白菜（学名：Bergenia emeiensis）为虎耳草科岩白菜属下的一个种。其种加词“emeiensis”意为“四川峨眉山的”。